# Aker Stadion
L'Aker Stadion è uno stadio della città norvegese di Molde, situato nel quartiere di Reknes. 
Edificato nel 1997 e aperto un anno più tardi, è sede delle partite casalinghe del Molde dal 1998 e ha una capacità di 11 800 spettatori. Nell'ospitare gli incontri del Molde rimpiazzò il vecchio Molde Idrettspark. 

## Storia
Fin dal 1955 il Molde disputò le sue partite casalinghe al Molde Idrettspark, stadio municipale multiuso. Ci fu la volontà quindi di costruire un nuovo stadio e l'area di Reknes fu proposta come possibile locazione dell'impianto. Nel 1997 iniziarono i primi lavori e arrivò l'approvazione municipale per la costruzione.
Il progetto fu realizzato dall'architetto Kjell Kosberg. Il costo fu di 212 000 000 di corone, la maggior parte delle quali pagate dal proprietario del club Kjell Inge Røkke; per questo l'impianto fu soprannominato Røkkeløkka.
Lo stadio fu inaugurato il 18 aprile 1998 dal primo ministro norvegese - nonché tifoso del Molde - Kjell Magne Bondevik. Il Molde affrontò nell'occasione il Lillestrøm in una partita di campionato e s'impose con il punteggio di 4-0 davanti a 13 010 spettatori.
L'impianto ricevette una nomination per il premio d'eccellenza FIABCI e si aggiudicò un premio dalla città di Molde nel 1999. Il record di affluenza fu di 13 308 spettatori, stabilito in occasione di una partita di campionato contro il Rosenborg del 1998. Fu questo l'incontro con più pubblico del campionato norvegese del 1998 tra quelli non disputati al Lerkendal Stadion di Trondheim. Nello stesso anno l'arena ospitò l'unico incontro internazionale della propria storia, con la Norvegia che superò l'Arabia Saudita per 6-0. L'11 agosto 1998 il CSKA Sofia fece visita al Molde per il secondo turno di qualificazione alla Coppa UEFA 1998-1999, che il club norvegese non riuscì a superare.
Nel 1999 il Molde disputò due incontri per qualificarsi alla Champions League. In virtù dei successi complessivi contro CSKA Mosca e Maiorca, il Molde riuscì ad accedere alla fase a gironi del torneo, dove venne sorteggiato assieme a Real Madrid, Porto e Olympiacos. Successivamente all'ingresso nella massima competizione continentale, i posti dello stadio furono riconvertiti completamente in seggiolini: questo portò ad una diminuzione della capacità dell'impianto.
Da allora, il Molde centrò la qualificazione nelle coppe europee in altre quattro circostanze: per le edizioni 2000-2001, 2003-2004, 2006-2007 e 2010-2011 della Coppa UEFA/Europa League, disputando in totale 8 incontri casalinghi.
Nel maggio 2006 il Molde Stadion cambiò il nome in Aker Stadion, per via della sponsorizzazione dell'omonima compagnia, di proprietà di Røkke. Nello stesso anno il club retrocesse in Adeccoligaen: nonostante questo risultato, la media degli spettatori crebbe e il Molde guadagnò l'anno dopo la promozione, tornando in massima serie.
L'Aker Stadion è stato proposto per ospitare anche l'annuale Moldejazz, festival norvegese dedicato alla musica jazz, ma gli organizzatori hanno sempre rifiutato questa eventualità. 
Il 6 ottobre 2007 StatoilHydro organizzò un concerto gratuito con Ane Brun e i Röyksopp per celebrare l'apertura ufficiale del progetto d'estrazione dal giacimento naturale di gas di Ormen Lange.

## Struttura
Lo stadio fu progettato da Kjell Kosberg della Kosbergs Arkitektkontorer. Il complesso ha attorno un'area commerciale di 2 800 m2. Il costo complessivo fu di 212 000 000 di corone, di cui 160 000 000 soltanto per lo stadio. La struttura si trova a Reknes e l'esterno è costruito in granito, vetro e alluminio. La costruzione fu finanziata da Kjell Inge Røkke, ma 10 000 000 di corone furono pagate dal municipio e 2 700 000 dalla Norsk Tipping. Nel 1999, il Molde Stadion fu premiato dalla città di Molde per i suoi profitti, per l'innovazione portata e per l'incremento di valore dell'area attorno ad esso. L'impianto ricevette una nomination per il premio d'eccellenza FIABCI.
Ci sono quattro platee che consentono la capacità di 11 167 spettatori. Prima del 1999, lo stadio poteva contenere 13 308 persone. Ci sono 13 ingressi, 52 bagni e 9 chioschi. Ci sono poi 13 luxury box, che vanno dai 18 ai 33 m2. L'arena misura 17 250 m2. Include un ristorante e un bar, oltre ad una clinica medica. Il campo misura 105x68 m; è fatto d'erba naturale, con un 4% di erba sintetica. L'impianto elettrico è costituito da 176 lampade, montate ad un'altezza minima di 19,5 m. L'impianto audio ha una potenza di 32 kW.
Lo stadio è raggiungibile a piedi dal centro cittadino. Non ci sono mezzi di trasporto pubblici che raggiungono l'arena, ma sia gli autobus cittadini che quelli regionali raggiungono lo stesso centro. Nei giorni in cui si gioca all'Aker Stadion, Aukra Auto mette a disposizione un servizio bus da Aukra, mentre Nettbuss offre lo stesso servizio da Eidsvåg, Kleive, Batnfjordsøra e Sjøholt. Norled opera tramite aliscafo o hovercraft da Helland o Vikebukt. I posti auto a disposizione dello stadio sono pochi e comunque limitati ai possessori di biglietti VIP.

## Pubblico
Lo stadio ha ospitato più di 10 000 spettatori in 27 occasioni. Il già citato incontro tra Norvegia e Arabia Saudita portò 13 114 persone al Molde Stadion. Il Molde superò questa cifra in campionato in 23 occasioni, di cui 7 contro il Rosenborg e 5 nel derby contro lo Aalesund. Le altre 3 occasioni arrivarono tra Champions League e Norgesmesterskapet. I 13 308 spettatori della sfida contro il Rosenborg del 1998 è tuttora il record imbattuto per l'Aker Stadion.
La tabella sotto riportata analizza le medie degli spettatori presenti all'Aker Stadion di Molde dalla sua apertura.
|   | Tippeligaen  |
| † | Adeccoligaen |

| Stagione | Media | Min   | Max    | Pos. fin. | Note   |
| -------- | ----- | ----- | ------ | --------- | ------ |
| 1998     | 8 516 | 6 036 | 13 308 | 3         | [ 20 ] |
| 1999     | 7 163 | 4 500 | 12 914 | 3         | [ 21 ] |
| 2000     | 6 816 | 5 382 | 11 167 | 4         | [ 22 ] |
| 2001     | 6 601 | 4 883 | 11 167 | 5         | [ 23 ] |
| 2002     | 6 193 | 4 303 | 11 167 | 6         | [ 24 ] |
| 2003     | 5 945 | 3 822 | 11 167 | 7         | [ 25 ] |
| 2004     | 5 554 | 4 187 | 9 142  | 9         | [ 26 ] |
| 2005     | 6 512 | 4 525 | 11 167 | 9         | [ 27 ] |
| 2006     | 6 127 | 4 351 | 9 215  | 8         | [ 10 ] |
| 2007     | 6 344 | 5 226 | 7 530  | †         | [ 11 ] |
| 2008     | 8 203 | 6 969 | 11 400 | 8         | [ 28 ] |
| 2009     | 7 965 | 5 741 | 11 168 | 9         | [ 29 ] |
| 2010     | 8 413 | 7 302 | 11 140 | 6         | [ 30 ] |
| 2011     | 9 817 | 8 158 | 11 292 | 5         | [ 31 ] |